# Посёлок Сокольниковского лесничества
Сокольниковского лесничества — посёлок в Моршанском районе Тамбовской области России.
Входит в Ивенский сельсовет.

## География
Расположено на правом берегу реки Цна, в 9 км к югу от центра города Моршанск.

## Население
| 2010 |
| ---- |
| 20   |

Согласно результатам переписи 2002 года, в национальной структуре населения русские составляли 85 % от 41 чел..